# Emmanuel Breuillard
Emmanuel Breuillard est un mathématicien français né le 25 juin 1977 à Poitiers. Spécialiste de théorie géométrique des groupes, il s'intéresse également aux probabilités, à la théorie ergodique, aux systèmes dynamiques, à la théorie des groupes, à la géométrie et à la théorie des nombres. Il est de 2017 à 2021 professeur titulaire de la chaire sadleirienne à l'université de Cambridge et, le 1er janvier 2022, succède à Roger Heath-Brown à la chaire de mathématiques pures de l'université d'Oxford.

## Carrière
Premier prix du concours général de mathématiques en 1995, Breuillard étudie à l'École normale supérieure à Paris (major du concours d'entrée 1997), à l'université de Cambridge et à l'université Yale, où il obtient son doctorat en 2004 sous la direction conjointe de Gregori Margulis et de Frédéric Paulin (université d'Orsay) avec une thèse intitulée Equidistribution of Random Walks on Nilpotent Lie Groups and Homogeneous Spaces.
De 2006 à 2008, il est professeur associé, titulaire de  la chaire Hadamard  de la Fondation mathématique Jacques-Hadamard (FMJH,) au Centre de mathématiques Laurent Schwartz de l'École polytechnique. En 2008, il devient professeur au département de mathématiques de l'université d'Orsay. En 2013, il est nommé membre junior de l'Institut universitaire de France pour cinq ans.
En 2017, il devient titulaire de la chaire sadleirienne à l'université de Cambridge. Il la quitte le 1er janvier 2022 pour succéder à Roger Heath-Brown à la prestigieuse chaire de professeur de mathématiques pures à l'université d'Oxford.

## Travaux
« Un aspect de ma recherche est lié à la “théorie géométrique des groupes”. En faisant le lien entre cette théorie et la combinatoire additive – une branche de la théorie des nombres –, nous avons développé avec Terence Tao, de l'université de Californie à Los Angeles et Ben Green de l'université d'Oxford, la théorie des “groupes approximatifs”. Il s'agit d'une sorte de généralisation non commutative de la combinatoire additive. Autrement dit, nous travaillons avec des groupes où le produit ne commute pas (A×B diffère de B×A). Je me considère à l'interface de plusieurs domaines. J'ai commencé par les probabilités, puis j'ai fait de la théorie ergodique, des systèmes dynamiques, de la théorie des groupes, de la géométrie, de la théorie des nombres. Même si ça ne saute pas aux yeux, tous ces domaines sont liés : il y a une grande unité dans les mathématiques. »
Il reçoit le Prix de la Société mathématique européenne en 2012, lors du sixième Congrès mathématique européen « pour ses recherches importantes et profondes en théorie asymptotique des groupes, en particulier sur l'alternative de Tits pour les groupes linéaires et sur l'étude des sous-groupes approximatifs, utilisant une combinaison de méthodes issues de domaines très différents des mathématiques, ce qui a déjà un impact durable sur la combinatoire, la théorie des groupes, la théorie des nombres et au-delà (for his important and deep research in asymptotic group theory, in particular on the Tits alternative for linear groups and on the study of approximate subgroups, using a wealth of methods from very different areas of mathematics, which has already made a long lasting impact on combinatorics, group theory, number theory and beyond.) ».

## Publications choisies
- Emmanuel Breuillard et Tsachik Gelander, « On dense free subgroups of Lie groups », Journal of Algebra, vol. 261, no 2,‎ 2003, p. 448-467
- Emmanuel Breuillard et Tsachik Gelander, « A topological Tits alternative », Annals of Mathematics, 2e série, vol. 166, no 2,‎ 2007, p. 427-474
- Emmanuel Breuillard et Tsachik Gelander, « Uniform independence in linear groups », Inventiones Mathematicae, vol. 173, no 2,‎ 2008, p. 225-263
- Emmanuel Breuillard, Ben Green et Terence Tao, « Approximate subgroups of linear groups », Geometric and Functional Analysis, vol. 21, no 4,‎ 2011, p. 774-819
- Emmanuel Breuillard, « A height gap theorem for finite subsets of {\displaystyle GL_{d}({\overline {Q}})} and nonamenable subgroups », Annals of Mathematics, 2e série, vol. 174, no 2,‎ 2011, p. 1057-1110
- Emmanuel Breuillard et Ben Green, « The structure of approximate groups », Publications mathématiques de l'IHÉS, vol. 116,‎ 2012, p. 115-221
- Emmanuel Breuillard, Mehrdad Kalantar, Matthew Kennedy et Narutaka Ozawa, « C*-simplicity and the unique trace property for discrete groups », Publications mathématiques de l'IHÉS, vol. 126,‎ 2017, p. 35-71
- Emmanuel Breuillard, Robert Guralnick et Michael Larsen, « Strongly dense free subgroups of semisimple algebraic groups II », Journal of Algebra, vol. 656 « Special Issue in memory of Jacques Tits »,‎ 2024, p. 143–169 (DOI 10.1016/j.jalgebra.2023.08.010 , lire en ligne, consulté le 11 février 2025)

## Prix et récompenses
- En 2013, il est lauréat du prix Charles-Louis de Saulses de Freycinet.
- En 2012, il est lauréat du prix EMS de la Société mathématique européenne pour ses contributions à la combinatoire et d'autres champs.
- En 2014 il est conférencier au Congrès international des mathématiciens de Séoul avec pour sujet Diophantine geometry and uniform growth of finite and infinite groups[10].
- En 2024, il est lauréat du prix Fröhlich.
- En 2025, il est lauréat de la Chaire Jacques Tits de la Société mathématique de Belgique[11].